# Psaliodes lisera
Psaliodes lisera är en fjärilsart som beskrevs av Paul Dognin 1899. Psaliodes lisera ingår i släktet Psaliodes och familjen mätare. Inga underarter finns listade i Catalogue of Life.